# Gaspard Abeille

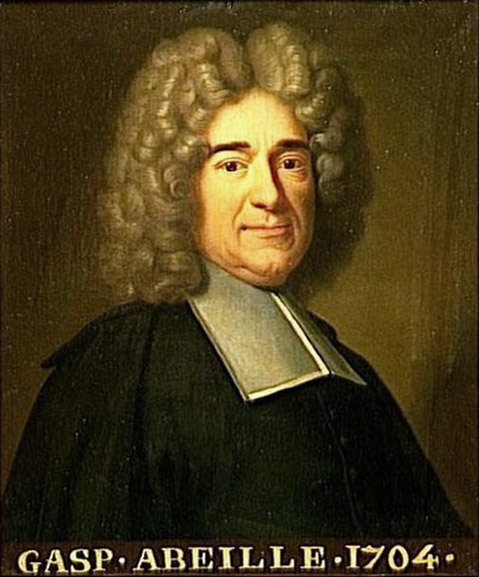
Gaspard Abeille

Gaspard Abeille (* 1648 in Riez, Provence; † 22. Mai 1718 in Paris) war ein französischer Geistlicher, Schriftsteller und Dramatiker.

## Leben
Er kam früh aus seiner provenzalischen Heimat nach Paris. Dort trat er als Sekretär in die Dienste des Marschalls François-Henri de Montmorency-Luxembourg. Nach dessen Tod wechselte er zeitweise in die Dienste des Generals Louis II. Joseph de Bourbon, duc de Vendôme. Danach war er Secrétaire Général der Provinz Normandie und erhielt schließlich vom König das Priorat Notre-Dame de la Mercy in Clermont-Ferrand. 1704 war auf den Fauteuil 19 (Sessel 19) der Académie Française berufen worden. Einen Teil seiner Stücke ließ er unter dem Namen des Schauspielers Jean François Juvénon de La Tuillerie (1650–1688) veröffentlichen, um Kritik an der Unvereinbarkeit seines geistlichen Standes mit seiner schriftstellerischen Tätigkeit zu vermeiden.

## Werke
- Argélie, reine de Thessalie (Thargelia von Milet), Tragödie in 5 Akten und Versen, Paris, Théâtre de l’Hôtel de Bourgogne, November 1673
- Coriolan, Tragödie in 5 Akten und Versen, Paris, Théâtre de l’Hôtel Guénégaud, 24. Januar 1676
- Lyncée (Lynkeus), Tragödie in 5 Akten und Versen, Paris, Théâtre de l’Hôtel de Bourgogne, 25. Februar 1678
- Soliman, Tragödie in 5 Akten und Versen, Paris, Théâtre de l’Hôtel de Bourgogne, 11. Oktober 1680
- Crispin bel esprit, Tragödie in 5 Akten und Versen, Paris, Théâtre de l’Hôtel Guénégaud, 11. Juli 1681
- Hercule, Tragödie in 5 Akten und Versen, Paris, Théâtre de l’Hôtel Guénégaud, 7. November 1681